# Bathygobius smithi
Bathygobius smithi är en fiskart som beskrevs av Fricke, 1999. Bathygobius smithi ingår i släktet Bathygobius och familjen smörbultsfiskar. Inga underarter finns listade.